# フィブリリン
フィブリリン（英: fibrillin）は、結合組織に存在する弾性線維の形成に必要不可欠な糖タンパク質である。フィブリリンは線維芽細胞から細胞外マトリックスへ分泌され、不溶性のミクロフィブリルに組み込まれる。ミクロフィブリルは、エラスチンの沈着のための足場となっているようである。

## 臨床との関係
マルファン症候群は結合組織が関係する遺伝疾患であり、フィブリリン1をコードするFBN1遺伝子の欠陥を原因とする。FBN1やFBN2の変異は、思春期特発性側弯症と関係していることもある。

## 種類

### フィブリリン1
フィブリリン1は、無定形エラスチンを鞘のように取り囲んでいるミクロフィブリルの主要な構成要素である。ミクロフィブリルはフィブリリンの末端同士が結合した多量体から構成されていると考えられている。フィブリリン1タンパク質は1986年に単離された。フィブリリン1をコードするFBN1遺伝子の変異はマルファン症候群の原因となる。ヒトではFBN1遺伝子は15番染色体に位置し、これまでに1500種類以上の変異が記載されている。

#### 構造
フィブリリンは、主に多数のカルシウム結合性EGF様ドメイン（cbEGFドメイン）とTGF-β結合タンパク質様ドメイン（TBドメイン）、そして両者と類似する2つのハイブリッド（hybrid）ドメインから構成される。フィブリリン1の完全な高分解能構造は得られていないが、その短い断片が組換え発現によって生産され、その構造がX線結晶構造解析やNMRによって解かれている。一例として、hybrid2ドメインとそれに隣接するcbEFドメインの構造が、1.8Aの分解能でX線結晶構造解析によって決定されている。

### フィブリリン2
フィブリリン2は1994年に単離されたタンパク質で、弾性線維形成（elastogenesis）の初期段階に関与していると考えられている。フィブリリン2をコードするFBN2遺伝子の変異はビールス症候群と関連付けられている。

### フィブリリン3
フィブリリン3は主に脳に存在すると考えられている。

### フィブリリン4
フィブリリン4はゼブラフィッシュで最初に発見され、その配列はフィブリリン2と類似している。